# Amt Oerlinghausen
Das Amt Oerlinghausen ist ein ehemaliges Amt in der ehemaligen Grafschaft und späterem Fürstentum Lippe mit Sitz in Oerlinghausen. Das Gebiet erstreckte sich im Wesentlichen auf die Gebiete der heutigen Stadt Oerlinghausen und der Gemeinde Leopoldshöhe und liegt heute im Kreis Lippe in Nordrhein-Westfalen, Deutschland.

## Geschichte

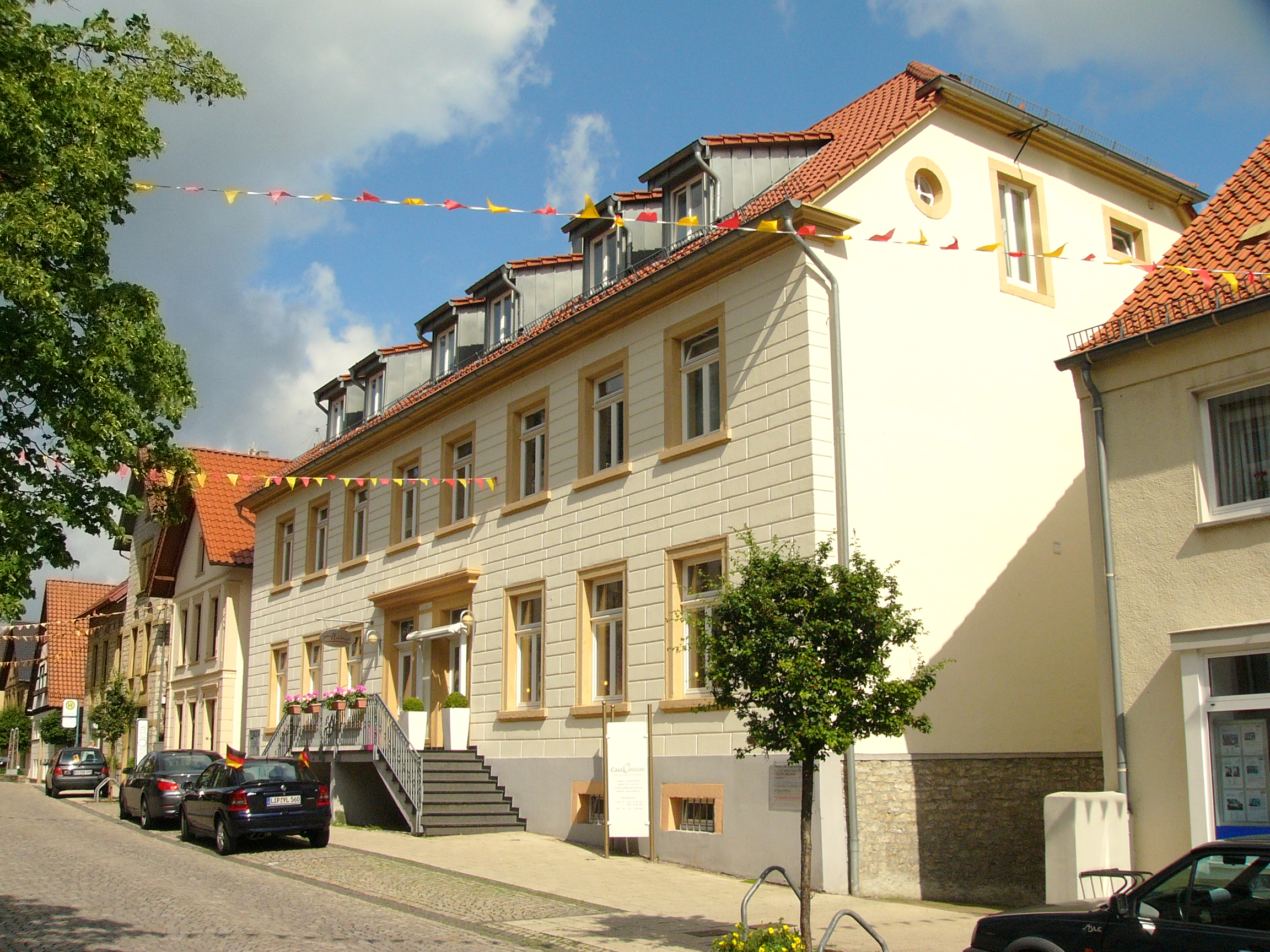
Das ehemalige Amtshaus in der Hauptstraße 32, gebaut 1838–1839

In der Grafschaft Lippe wurde im Jahr 1746 die bisherige Vogtei Oerlinghausen zum Amt Oerlinghausen erhoben und damit zur untersten Verwaltungsinstanz. Bis dahin gehörte das Gebiet zum Amt Detmold.
Das alte Amtshaus befand sich an der Stelle, an der heute das Haus Nr. 19 in Hauptstraße steht. 1829 wurde Ferdinand Wilhelm Brune beauftragt, das neue Amtshaus (heute Hauptstr. 32) zu besichtigen und später einen Neubau zu planen. Dieser wurde nach längeren Diskussionen erst 1838 begonnen und 1839 fertiggestellt.
Ab 1879 bildete das Amt zusammen mit dem Amt Schötmar das Verwaltungsamt Schötmar. 1926 erhielt die Gemeinde Oerlinghausen Stadtrechte und wurde zur zehnten amtsfreien Stadt in Lippe. Bis 1928 hatte das Amt staatliche Verwaltungsaufgaben zu erfüllen, dann kamen auch kommunale Selbstverwaltungsangelegenheiten hinzu.
1927 wurde das Verwaltungsamt Schötmar in Landratsamt Schötmar umbenannt und zum 1. April 1932 im Zuge der Kreisreform in Lippe schließlich aufgelöst. Das Gebiet des Landratsamts (und damit ebenfalls das Gebiet des Amts Oerlinghausen) wurde mit dem Gebiet des ebenfalls aufgelösten Landratsamts Brake sowie den amtsfreien Städten Oerlinghausen, Barntrup und Schötmar zum neuen Kreis Lemgo zusammengeschlossen. Der Kreis Lemgo bildete fortan unmittelbar die unterste Verwaltungsbehörde.
Die Aufgaben der Justiz wurden seit 1879 vom Amtsgericht Oerlinghausen übernommen.

## Amtsgliederung und Einwohner (1. Dezember 1910)
1. Asemissen, 418
2. Bechterdissen, 467
3. Meierei Dahlhausen, 87 (im Gemeindeverzeichnis 1885 als Domäne Dahlhausen bezeichnet)
4. Rittergut Eckendorf, 84
5. Greste, 1.197
6. Hovedissen, 1.865 (im Gemeindeverzeichnis 1885 als Gemeinde Hardissen bezeichnet)
7. Rittergut Hovedissen, 64 (im Gemeindeverzeichnis 1885 als Teil der Gemeinde Hardissen bezeichnet)
8. Mackenbruch, 451
9. Rittergut Niederbarkhausen, 316
10. Oerlinghausen, 2.774
11. Senne, 460
12. Währentrup, 826
13. Wellentrup, 885[3]

## Amtmänner
- Plage (bis 1836)
- Carl Theodor Heldman (ab 1836)